# Catarina Mortimer
Catarina Mortimer, também conhecida como Catarina de Beauchamp (em inglês:  Katherine; Castelo de Ludlow, 1314 — 4 de agosto de 1369) foi condessa de Warwick como esposa de Tomás de Beauchamp, 11.º Conde de Warwick.

## Família
Catarina era filha de Rogério Mortimer, 1.º Conde de March e de Joana de Geneville, 2.º Baronesa Geneville, herdeira das Marcas Galesas e do Condado de Meath, através de seus avós Godofredo de Geneville, 1º Barão Geneville e Matilde de Lacy, suo jure senhora de Trim e Ludlow.
Seu pai, Rogério, foi o amante da rainha de Inglaterra, Isabel de França, esposa de Eduardo II, e teve participação na deposição do rei, assim como o seu assassinato em 1327, no Castelo de Berkeley. Ao lado da rainha, se tornou o governante de facto da Inglaterra, até ser retirado do poder pelo filho de Eduardo II, Eduardo III de Inglaterra, que ordenou seu enforcamento em Tyburn, em  29 de novembro de 1330.
Seus avós paternos eram Edmundo Mortimer, 2º Barão Mortimer e Margarida de Fiennes. Seus avós maternos eram Piers de Geneville e Joana de Lusinhão, suo jure senhora de Couche e Peyrat.
Catarina foi a quinta criança de onze filhos. Seu irmão mais velho era Edmundo Mortimer, que não chegou a herdar as terras e títulos do pai, pois estas foram confiscadas pela Coroa. Porém, seu filho com Isabel de Badlesmere, Rogério Mortimer, 2º conde de March, recuperou o título mais tarde.
Ela era uma descendente de Eva Marshal, cujo bisavô materno era o rei de Leinster, Diarmait Mac Murchada, Joana de Gales e Llywelyn, o Grande.

## Biografia
Em 19 de abril de 1319, Catarina, aos cinco anos de idade, casou-se com Tomás de Beauchamp, 11.º Conde de Warwick, de seis anos, após a obtenção de uma dispensa papal necessária devido a consanguinidade entre o casal. Tomás era filho de Guido de Beauchamp, 10.º Conde de Warwick, responsável pela execução de Piers Gaveston, Conde da Cornualha, favorito de Eduardo II, e de Alice de Toeni.
O casamento foi a resolução encontrada para encerrar uma disputa entre as famílias pelo senhorio de Elfael, no País de Gales, cuja propriedade foi transferida para a nova condessa de Warwick. Além disso, a custódia de seu marido, então uma criança, também foi dada ao pai da noiva, Rogério.
Como uma personalidade importante na corte do rei Eduardo III, ela foi a madrinha de uma de suas netas, Filipa Plantageneta, 5.ª Condessa de Ulster.

### Morte
A condessa morreu em 4 de agosto de 1369 e foi enterrada na Igreja Colegiada de Santa Maria, em Warwick. Meses mais tarde, quando seu marido morreu de peste bubônica, ele foi sepultado ao seu lado. Ambos são representados por uma efígie de alabastro bem preservada.

## Descendência
Catarina teve dez filhos com Tomás:
- Joana de Beauchamp, primeira esposa de Ralph Basset, Senhor Basset de Drayton. Sem filhos;
- Guido de Beauchamp (m. 28 de abril de 1360), marido de Filipa de Ferrers, com quem teve três filhas;
- Tomás de Beauchamp, 12.° Conde de Warwick (16 março de 1339 - 8 de abril de 1401), sucessor do pai em 1369, foi marido de Margarida de Ferrers, com quem teve filhos;
- Matilde de Beauchamp (m. janeiro ou fevereiro de 1403), casada com Rogério de Clifford, 5.° Barão de Clifford. Teve descendência;
- Filipa de Beauchamp, esposa de Hugo de Stafford, 2.° Conde de Stafford, com quem teve filhos;
- Guilherme de Beauchamp, 1.° Barão Bergavenny (m. 8 de maio de 1411), marido de Joana FitzAlan. Teve descendência;
- Alice de Beauchamp (m. 26 de outubro de 1383), casou-se com  João de Beauchamp, 3.° Barão Beauchamp, e depois foi esposa de Sir William Gournay. Sem descendência;
- Margarida de Beauchamp, casada com Guido de Montfort. Sem descendência;
- Isabel de Beauchamp (m. 29 de setembro de 1416), seu primeiro marido foi João Le Strange, 5.° Barão Strange de Blackmere, com quem teve uma filha, Isabel Le Strange, baronesa Strange, esposa de Tomás de Mowbray, 1.° Duque de Norfolk. De seu segundo marido, Guilherme de Ufford, 2.° Duque de Suffolk, não teve filhos;
- Isabel de Beauchamp, esposa de Tomás de Ufford, irmão de Guilherme de Ufford.